# Пикет
Пикет је врста оружја на мотки, врло дуго убодно копље које је некада интензивно користила пешадија. За разлику од многих других сличних оруја, пикет није био намењен бацању. Пикети су редовном коришћени у европским ратовима од раног средњег века све до око 1700, а користили су га пешадинци који су били постројени у збијеним редовима. Пикете су интензивно користили ландскнехти и швајцарски плаћеници, који су га користили као своје главно оружје. Слично оружје, сарису, је користила македонска фаланга Александра Великог са великим успехом. Пикет се разликује од осталих копаља по томе што се њиме у борби не може руковати једном руком.